# Jean-Antoine Houdon
Jean-Antoine Houdon (25. března 1741 ve Versailles — 15. července 1828 v Paříži) byl francouzský sochař období klasicismu.

## Život a dílo
Jean-Antoine Houdon se stal slavným svými četnými sochami a portrétovými bustami v období osvícenství, francouzské revoluce, konzulátu a císařství. Narodil se ve Versailles, kde jeho otec byl školníkem v elitní Královské škole pro šlechtické syny. Již od dětství byl v denním styku s uměním. V 15 letech věku vstoupil do Královské akademie výtvarných umění, kde byl formován tehdy významnými francouzskými sochaři. Jeho profesory byli René-Michel Slodtz (1705-1764) a Jean Baptiste Pigalle (1714-1785). V roce 1761 získal Houdon Římskou cenu a odjel do Říma. Tam na něho zapůsobila hlavně díla renezance a z nich nejvíce tvorba Michelangela. V Římě strávil 10 let a roku 1771 se vrátil do Paříže, kde působil na Královské akademii výtvarných umění a od roku 1778 byl zde profesorem. V roce 1785 za účelem portrétování George Washingtona podnikl tehdy zcela raritní cestu do USA, kde navštívil Mount Vernon a jeho socha Washingtona je dodnes ozdobou Kapitolu v Richmondu. V roce 1786 se oženil a jeho 3 dcerky byly častými modely jeho děl. Po pádu jakobínské diktatury a obnovení činnosti Institutu se stal v roce 1795 jeho členem. Zemřel v Paříži a je pohřben na hřbitově Cimitere de Montparnasse. Jeho díla jsou součástí sbírek i nejslavnějších museí jako v pařížském Louvre, frankfurtském Liebieghausu, v Musée Fabre v Montpellier či v petrohradské Ermitáži. Při svých cestách po Francii, Německu, Itálii či Rusku intenzivně pracoval a jeho odkaz je rozsáhlý. Platil za nejúspěšnějšího sochaře portrétistu své doby. Dovedl totiž vystihnout jemnými tahy obličeje náladu a charakter modelu. Jeho modely byli Denis Diderot, Voltaire, Rousseau, Kateřina II., Moliere, Gluck, Bailly, Ludvík XVI., Thomas Jefferson, Benjamin Franklin, Napoleon a další celebrity své doby.